# Glyphipterix alpha
Glyphipterix alpha is een vlinder uit de familie van de parelmotten (Glyphipterigidae). De wetenschappelijke naam van de soort is voor het eerst geldig gepubliceerd in 1964 door Moriuti & Saito.